# Podolestes harrissoni
Podolestes harrissoni – gatunek ważki z rodziny Argiolestidae. Owad ten jest endemitem Borneo – występuje w malezyjskim Sarawaku oraz w Brunei.